# Lijst van afleveringen van Love My Way
Dit is een lijst met afleveringen van de Australische televisieserie Love My Way. De serie telt 2 seizoenen. Een overzicht van alle afleveringen is hieronder te vinden.

## Seizoen 1
| Nr. | Titel aflevering          | Uitzenddatum VS  |
| --- | ------------------------- | ---------------- |
| 1   | Don't Tell Me Your Dreams | 22 november 2004 |
| 2   | What's in a Name?         | 22 november 2004 |
| 3   | Crazy Love                | 29 november 2004 |
| 4   | Spin Cycle                | 6 december 2004  |
| 5   | Stick Sisters             | 13 december 2004 |
| 6   | To Dance with Death       | 20 december 2004 |
| 7   | My Family Up a Tree       | 10 januari 2005  |
| 8   | A Different Planet        | 23 januari 2005  |
| 9   | Only Mortal               | 24 januari 2005  |
| 10  | Garden of Love            | 31 januari 2005  |

## Seizoen 2
| Nr. | Titel aflevering     | Uitzenddatum VS  |
| --- | -------------------- | ---------------- |
| 1   | More to Tell         | onbekend         |
| 2   | The Christmas Thing  | onbekend         |
| 3   | When Wanting Works   | 19 februari 2006 |
| 4   | No Immunity          | onbekend         |
| 5   | Old Wounds           | onbekend         |
| 6   | I Know You           | onbekend         |
| 7   | Tower of Love        | onbekend         |
| 8   | Crossing the Line    | onbekend         |
| 9   | Amphibians           | onbekend         |
| 10  | One Big Happy        | onbekend         |
| 11  | Five Minutes of Fame | onbekend         |
| 12  | You're Almost There  | onbekend         |